# 6-Chinoxalinyl(1-piperidinyl)methanon
6-Chinoxalinyl(1-piperidinyl)methanon oder CX-516 ist eine chemische Verbindung aus der Gruppe der Piperidine. Sie wirkt als allosterischer Modulator am AMPA-Rezeptor und zählt zu den Nootropika und Ampakinen. Die Verbindung wurde zur Behandlung der Alzheimer-Krankheit, von Schizophrenie und ADHS untersucht.